# 벨베데레궁

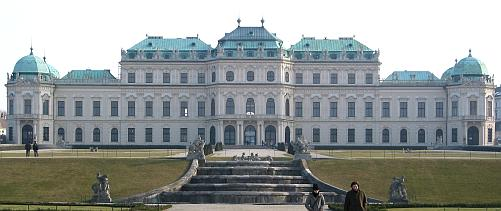
벨베데레 상궁

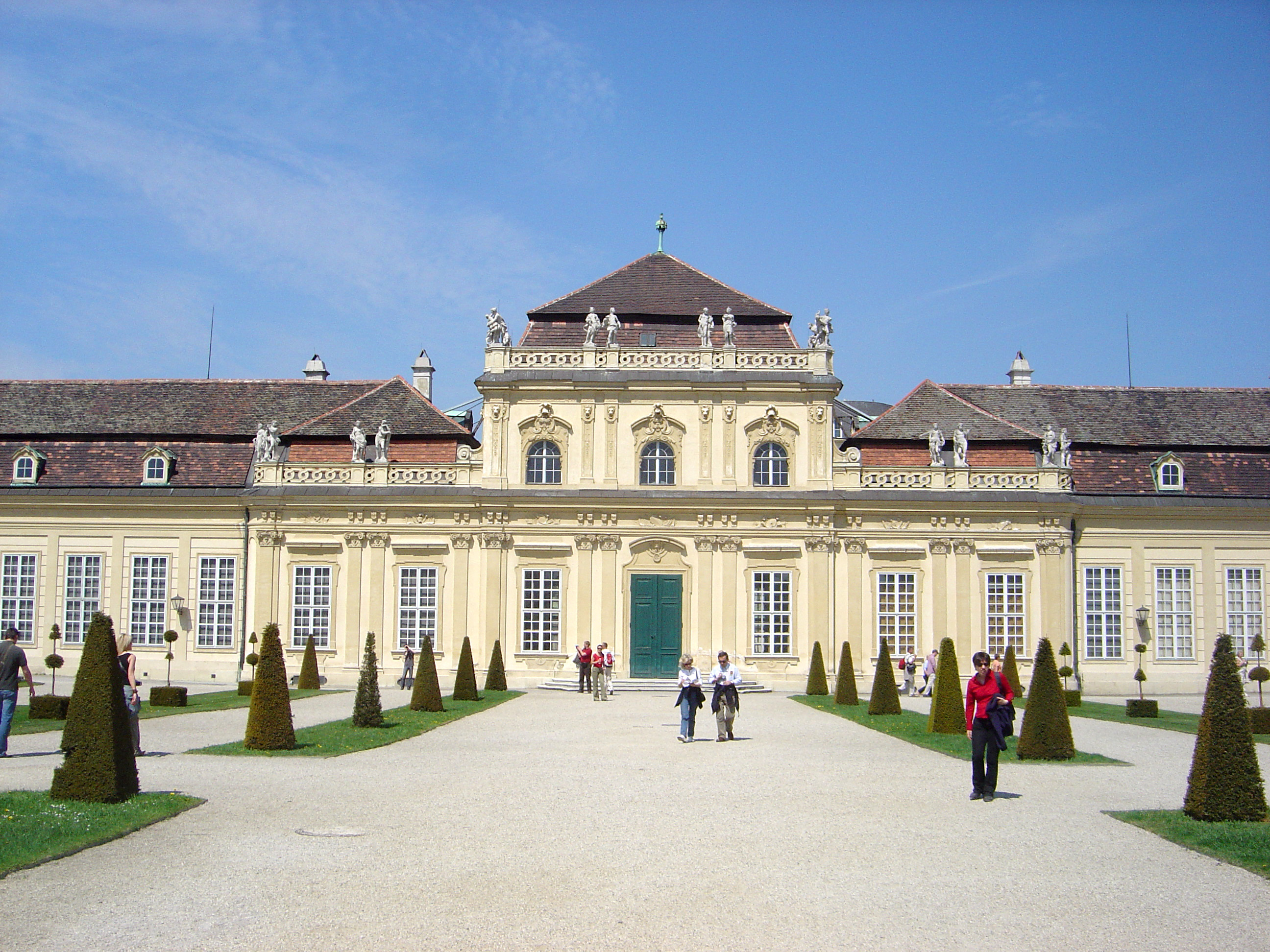
벨베데레 하궁

벨베데레궁(독일어: Schloss Belvedere)은 오스트리아의 궁전으로서 빈 남동쪽에 있는 바로크 양식 궁전이다.
왕가는 1697년 부지를 사들이고 사보이의 왕자 오이겐(Eugen von Savoyen)이 거대한 공원을 우선 조성하였다. 벨베데레 궁전은 도시 근교에서 왕족이 보낼 수 있는 대표적인 건물로 떠오르게 되었다. 1714년 건축이 시작되어 일단 틀을 닦고 정원도 만들게 되었다. 그 주변으로는 오랑제리와 그림을 전시하는 공간을 만들었다. 건축은 요한 루카스 폰 힐데브란트가 맡았으며 그는 지금까지도 오스트리아의 바로크 양식을 극대화한 거장으로 손꼽힌다. 그와 함께 베네치아 출신의 조각가 죠반니 스타네티가 함께 하였다. 하부 벨베데레 궁전의 건설은 1716년 완공되었으며 천정은 마르니코 알트몬테라는 화가가 완성하였다.
서쪽에는 정교한 그로테스크 양식을 가미한 공간이 나타나며 침소로 쓰인 곳이다. 화강암으로 만들어진 회화 전시실도 있는데 그곳의 장칙은 도메니코 파로디(Domenico Parodi)가 맡았다. 내부의 또다른 화강암으로 된 방은 1720년부터 지아코모 델 포라는 사람이 천정 색채 작업을 하였다. 동쪽으로는 전체 응접실과 식사 공간이 마련되어 있다.
1720-1723년에 걸쳐 상부 벨베데레가 완공되었는데 원래는 중앙 정원으로 하여금 궁전의 축을 잡고자 하려는 의도에서 시도된 것이었다. 궁전은 1752년 마리아 테레지아 여왕에게 팔렸고 그녀가 최초로 이곳을 벨베데레라 명하였다. 합스부르크 가 하에 궁전은 더욱 더 명성을 다지게 되었다. 1775년 이후 벨베데레 궁전은 황실 회화 전시장으로 쓰였으며 하부 벨베데레 궁전으로 다른 궁전의 그림을 이전해오기도 하였다. 가장 마지막에 머물었던 사람은 오스트리아-헝가리 제국의 황태자였던 프란츠 페르디난트 대공이다.
제1차 세계 대전 이후 오스트리아 갤러리 박물관이 벨베데레 궁전으로 정해졌다. 2차 대전 중 많은 피해를 입어 복구에 상당한 시일이 걸렸다. 현재 외부 개보수 작업에 착수하고 있으며 주로 정원을 다시 꾸미는 일에 치중하고 있는 것으로 알려지고 있다. 2008년에 완공을 했다.